# Anatomie

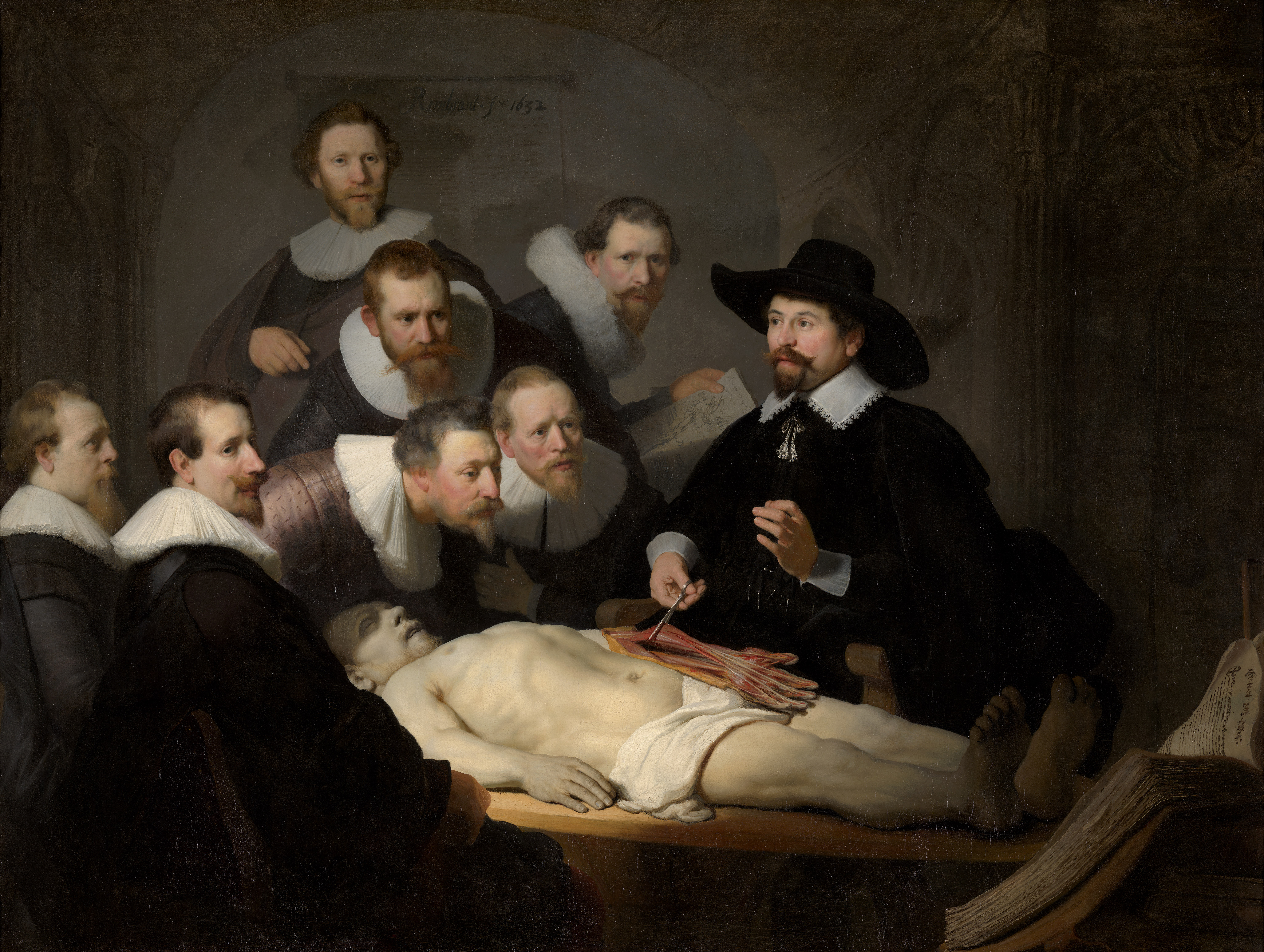
Rembrandt - Lecția de anatomie a doctorului Tulp

Anatomia (ana=prin și tomein=tăiere) este o ramură a biologiei morfologice care studiază forma și structura organismelor, ca și ale părților lor componente. În mod curent, termenul are mai ales o conotație medicală deși metodele anatomiei sunt aplicabile pentru orice organism pluricelular (inclusiv animale, plante, unele ciuperci). Studiul anatomiei este strâns legat de cel al fiziologiei, iar cu timpul (mai ales în secolul XX) din anatomie s-au desprins discipline complementare: histologia, embriologia, biologia celulară.

Disecție pentru descoperirea trigonului carotic. Disecția este o metodă indispensabilă în studiul anatomiei.

## Clasificare și domeniu de studiu
Există mai multe variante ale anatomiei, care pot fi clasificate astfel:
1. După obiectul de studiu: anatomia vegetală, animală si  Anatomia omului
2. După modul de abordare al obiectului de studiu*:
Anatomia descriptivă (sau generală,sistemica) - studiaza țesuturile și organele ținând seama și de proprietățile lor fiziologice și urmărește organizarea acestora în aparate și sisteme.
Anatomia topografică - studiază pozițiile diferitelor elemente anatomice precum și raporturile dintre acestea. Are ca pricipiu de studiu criteriul sintetic, pe regiuni, stratigrafic, al organismului. De aceea este numita si anataomie regionala sau pentru ca este strans legata de practica chirurgicala i se mai spune anataomie chirurgicala sau aplicativa. In studiul Anatomiei trebuie sa fie luate in considerațiune in mod permanent ambele aspecte: anatomia trebuie să fie în același timp sistemică, cât și topografică.
Anatomia funcțională - studiază relațiile de cauzalitate și dependență dintre forma, poziția și funcția diferitelor elemente anatomice.
Anatomia patologică (Anatomopatologia, Morfopatologia) - este disciplina medicală care studiază modificările de ordin macroscopic și microscopic intervenite la nivelul organelor și țesuturilor ca urmare a unei stări patologice, sau pe cele care cauzează diferite stări patologice.
Anatomia clinică - se ocupă cu integrarea cunoștințelor de anatomie în practica medicală (examen clinic, manevre terapeutice etc.). Ca subdiviziuni ale sale se pot menționa anatomia chirurgicală și anatomia radiologică (mai nou anatomia imagistică)
Anatomia comparată - studiază comparativ alcătuirea acelorași elemente la diferite specii, căutând să integreze diferențele și similitudinile în cadrul proceselor de evoluție, adaptare, speciație.
Anatomia varstelor - studiaza particularitațile de varsta survenite in decursul vieții omului. Ca etalon se ia anatomia copilului și anatomia varstnicilor ( gerontologia ).
Anatomia artistică sau Anatomia plastica - studiază din punct de vedere estetic relațiile dintre dimensiunile, relifurile și proporțiile corpului uman, jocul mușchilor, diferite atitudini și mișcari cu scopul teoretizării și înțelegerii frumuseții.
*Această clasificare se aplică de obicei anatomiei animale și celei umane.

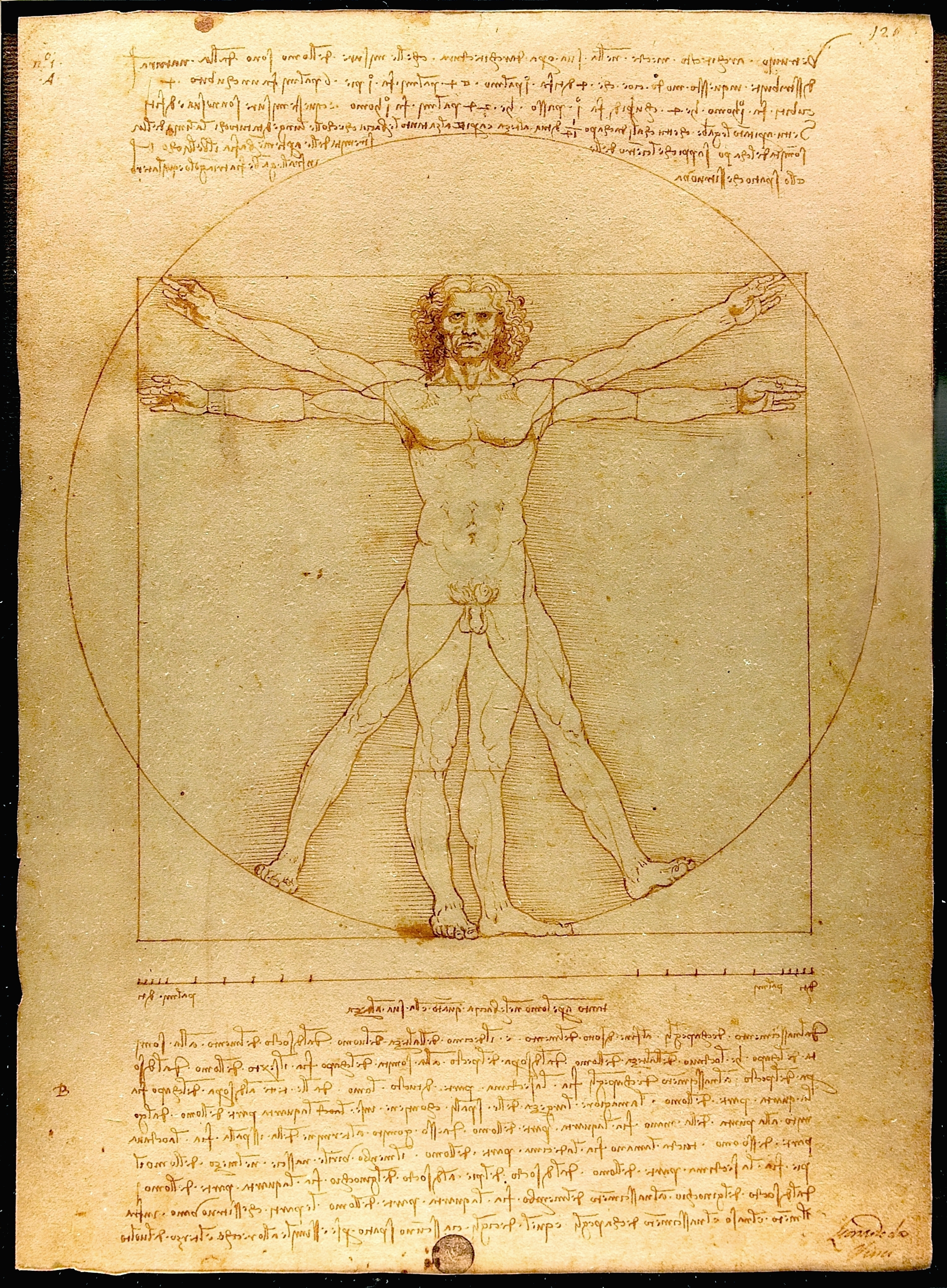
Studiul lui Leonardo da Vinci privind proporțiile corpului uman. Ilustrație pentru cartea De Divina Proportione a lui Luca Pacioli, 1509

Metodele de studiu al anatomiei constau mai ales în observație. Aceasta poate fi:
- macroscopică

- pe viu, cu ochiul liber, prin palpare, percuție, sau prin intermediul diferitelor tehnici de imagistcă sau
- pe cadavru, cu ajutorul disecției - procedeul cel mai folosit și cel mai util.

- microscopică

- Observarea și descrierea structurilor cu ajutorul microscoapelor, sau al altor tehnici.

## Scurt istoric

### Începuturile anatomiei
Primele metode folosite în studiul anatomiei au fost simpla observare și descriere a organismelor, însoțită obligatoriu de corelații cu funcțiile diferitelor componente. Aplicațiile imediate ale cunoștințelor dobândite astfel erau folosite de oameni pentru diferite scopuri: producerea obiectelor de îmbrăcăminte, a armelor, a locuințelor; însă încă din cele mai vechi timpuri, aplicația cea mai importantă și mai spectaculoasă a noțiunilor de anatomie a fost cea medico-chirurgicală, la început concretizată în intervenții simple ca hemostaze, aplicare de pansamente, sau chiar (după unii cercetători) manevre mai complexe ca trepanații. De altfel, dintre toate științele medicale, anatomia este poate cea mai veche, apărută spontan și natural din simpla vizualizare a corpului uman sau a corpurilor animalelor.

### Antichitatea
Hippocrate (460-375 îen), considerat părintele medicinei, a folosit ca principală metodă observația directă, și pe baza acesteia a formulat și susținut teoria umorală care, deși falsă din punct de vedere științific, a avut marele merit de a pregăti terenul Endocrinologiei moderne:
"...omul este, ca destin, urmașul celor patru umori..."
Aristotel (384-322 îen), tutorele și mentorul lui Alexandru cel Mare, a formulat primele noțiuni de embriologie și de anatomie comparată, descriind embrionul de găină și lichidul spermatic.
În secolul II en, Galenus din Pergam, medicul lui Marcus Aurelius folosește metoda disecției experimentale, face prima clasificare sistematică a oaselor și articulațiilor, descrie duramater și piamater și face unele referiri la alantoidă, amnios și placentă.

### Perioada medievală
Cu Galenus se încheie perioada de înflorire și de evoluție rapidă a științelor medicale în spațiul european. Urmează aproximativ 14 secole de declin, corespunzătoare epocii de dominație creștină și asanării valorilor antichității. Orice tentativă de considerare a materialității ființei umane este descurajată și se instalează domnia superstițiilor și misticismului. Această situație a durat până la sfârșitul Evului Mediu. Între timp, epicentrul medicinei și implicit al anatomiei se mută în spațiul arab. Reprezentantul cel mai de seamă al acestei perioade este Avicenna (980-1037), cu lucrarea sa "Canonul medicinei practice" ce va deveni cartea de căpătâi a multor înțelepți europeni din perioada medievală.

### Renașterea

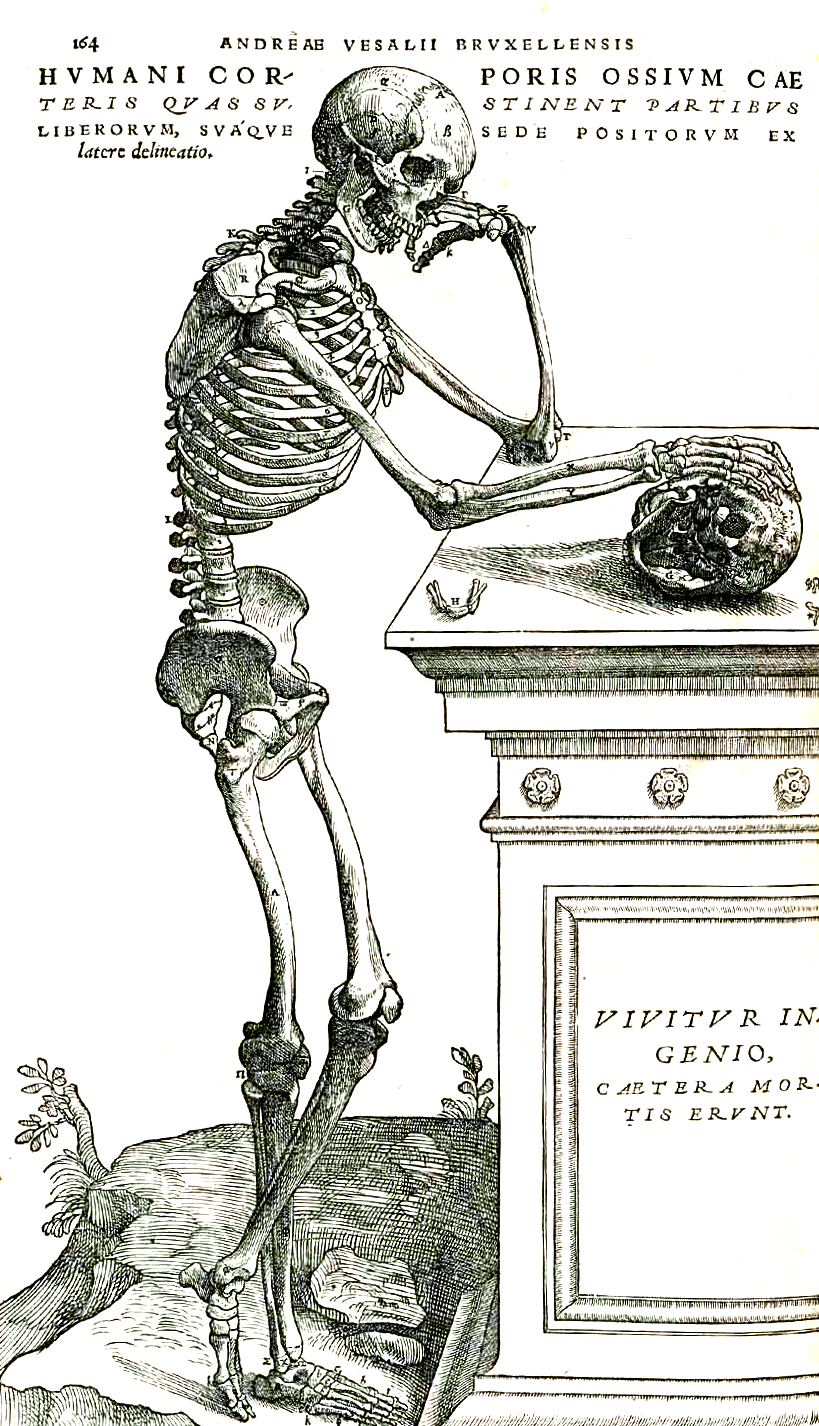
Planșa 164 din cartea "De Humani Corporis Fabrica" de Andreas Vesalius

În perioada Renașterii, Leonardo da Vinci reia și amplifică studiul anatomiei. Deși contribuțiile sale sunt mai ales legate de anatomia artistică, acestea sunt extrem de valoroase. Da Vinci a realizat peste 750 de desene anatomice perfect valabile, folosindu-se și de cadavre.
Fondatorul anatomiei moderne este Andreas Vesalius (1514-1564). El așază anatomia pe noi temelii, elaborează metode de cercetare, descoperă și descrie destul de corect vasele spermatice, descrie sistemul osteomuscular, circulația venoasă, mezenterul, ovarul, face distincția între marea și mica circulație. Reușește să detroneze cristalinul din postura de organ al recepției vizuale, și descrie ligamentul inghinal. Opera sa principală este De Humani Corporis Fabrica (1453), o carte remarcabilă, de aproximativ 600 de pagini, în 7 tomuri, cu peste 300 de ilustrații, care a dominat literatura de specialitate până târziu, în secolul XIX.

## Anatomia în România
În forma sa modernă, anatomia a început să se dezvolte în România din secolul XIX, chiar dacă cu destul de mult timp în urmă, mulți tineri români studiaseră medicina în Europa occidentală, unii chiar cu Vesalius. De Humani Corporis Fabrica a circulat pe teritoriul românesc până la începutul secolului XX.
În 1843 Nicolae Kretzulescu publică, ajutat de Carol Davila, un „Manual de anatomie descriptivă“, în limba română, dar cu caractere chirilice. În aceeași perioadă, în Transilvania și prin Banat se bucură de o largă circulație „Antropologhia sau scurtă arătare despre om și însușirile sale“, editată în 1830 la Buda, în limba română, dar tot cu litere chirilice.
În 1855, Carol Davila înființează, cu concursul domnitorului Barbu Știrbey, „Școala de mică chirurgie“ sau „de felceri“, de la Spitalul Oștirii. La Colțea, Carol Davila înființează prima bibliotecă medicală și un mic muzeu de anatomie.

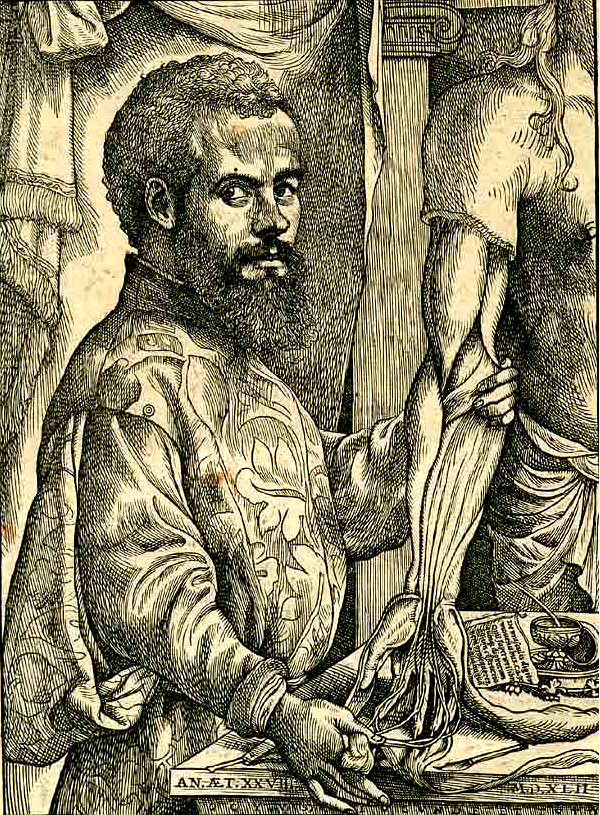
Portretul lui Vesalius - De Humani Corporis Fabrica, pag. xii

În 1869 „Școala de mică chirurgie“ devine Școala Națională de Medicină și Farmacie cu sediul în localul Spitalului Militar Central. Mai târziu se mută la Spitalul Colțea, unde existau săli spațioase de disecție și unde se va construi și un amfiteatru de anatomie.
Thoma Ionescu (1860-1926) vine în 1865 la catedra de „Anatomie topografică și chirurgie operatorie“. El este primul anatomist român autor al unor lucrări științifice apreciate pe plan internațional, ca:
- Herniile interne retroperitoneale (premiul Laborie al Academiei de Medicină din Paris)
- Evoluția intrauterină a colonului pelvin
- capitolul de Anatomie a tubului digestiv din tratatul lui Poirier și Charpy
- Anatomia simpaticului cervical (în colaborare cu Dimitrie Gerota)

Tot el fondează și prima revistă medicală românească: Revista de chirurgie.
Joseph Francisc Rainer (1874-1944), ce va avea să fie profesor al eminentului George Emil Palade, activează la Catedra de Anatomie a Facultății de Medicină din Iași începând cu anul 1913. În 1920 preia Catedra de Anatomie din București, unde rămâne până în 1942. Are contribuții extrem de importante în promovarea conceptului de anatomie funcțională, căutând să elimine descrierea rece și seacă, enumerarea noțiunilor fără a ține seama de ființa vie:
„...idealul ar fi [...] să studiem pe viu, să surprindem forma în mersul ei spre realizare, nu în oprirea ei ireversibilă.“
Se implică și în studii destul de complexe de antropologie fizică, satisfăcându-și astfel și pasiunea pentru fotografie și etnologie. Alcătuiește o valoroasă colecție de cranii și schelete umane complete, cea mai numeroasă din Europa acelor vremuri. Pune bazele Institului de Antropologie care astăzi îi poartă numele (Centrul de Cercetări Antropologice "Francisc I. Rainer"). Descoperă ganglionii limfatici subepicardici, observă resorbția cartilajului în cadrul osificării, descrie tractul iliotibial și multe altele.Dar cel mai tare lucru fascinant este sistemul nervos care este alcatuit din neuroni si celule gliale.